# 山口県道343号宇田須佐線
山口県道343号宇田須佐線（やまぐちけんどう343ごう うたすさせん）は、山口県阿武郡阿武町から萩市に至る一般県道である。

## 概要
阿武郡阿武町大字宇田から萩市大字須佐に至る。国道191号のバイパスが「北長門コバルトライン」の名称で開通後に旧道が県道に降格となったものであり、両地域の日本海沿いを縫うように走行している。

### 路線データ
- 起点：阿武郡阿武町大字宇田（国道191号交点）
- 終点：萩市大字須佐（国道191号交点）

## 歴史
- 1978年（昭和53年）4月1日 - 山口県告示第308号により認定される。

## 路線状況

### 道路施設

#### トンネル
- 尾無隧道：延長32 m、1930年（昭和5年）竣工、阿武郡阿武町

## 地理

### 通過する自治体
- 阿武郡阿武町
- 萩市

### 交差する道路
| 交差する道路 | 市町村名 | 市町村名 | 交差する場所 | 交差する場所 |
| ------------ | -------- | -------- | ------------ | ------------ |
| 国道191号    | 阿武郡   | 阿武町   | 大字宇田     | 起点         |
| 国道191号    | 萩市     | 萩市     | 大字須佐     | 終点         |

### 交差する鉄道
- 山陰本線

### 沿線
- JR西日本山陰本線 宇田郷駅
- 惣郷川橋梁
- 屏風岩
- 長磯浜海水浴場
- 須佐湾エコロジーキャンプ場
- 萩市立須佐歴史民俗資料館

### 峠
- 大刈峠（阿武郡阿武町 - 萩市）